# Цитринівка

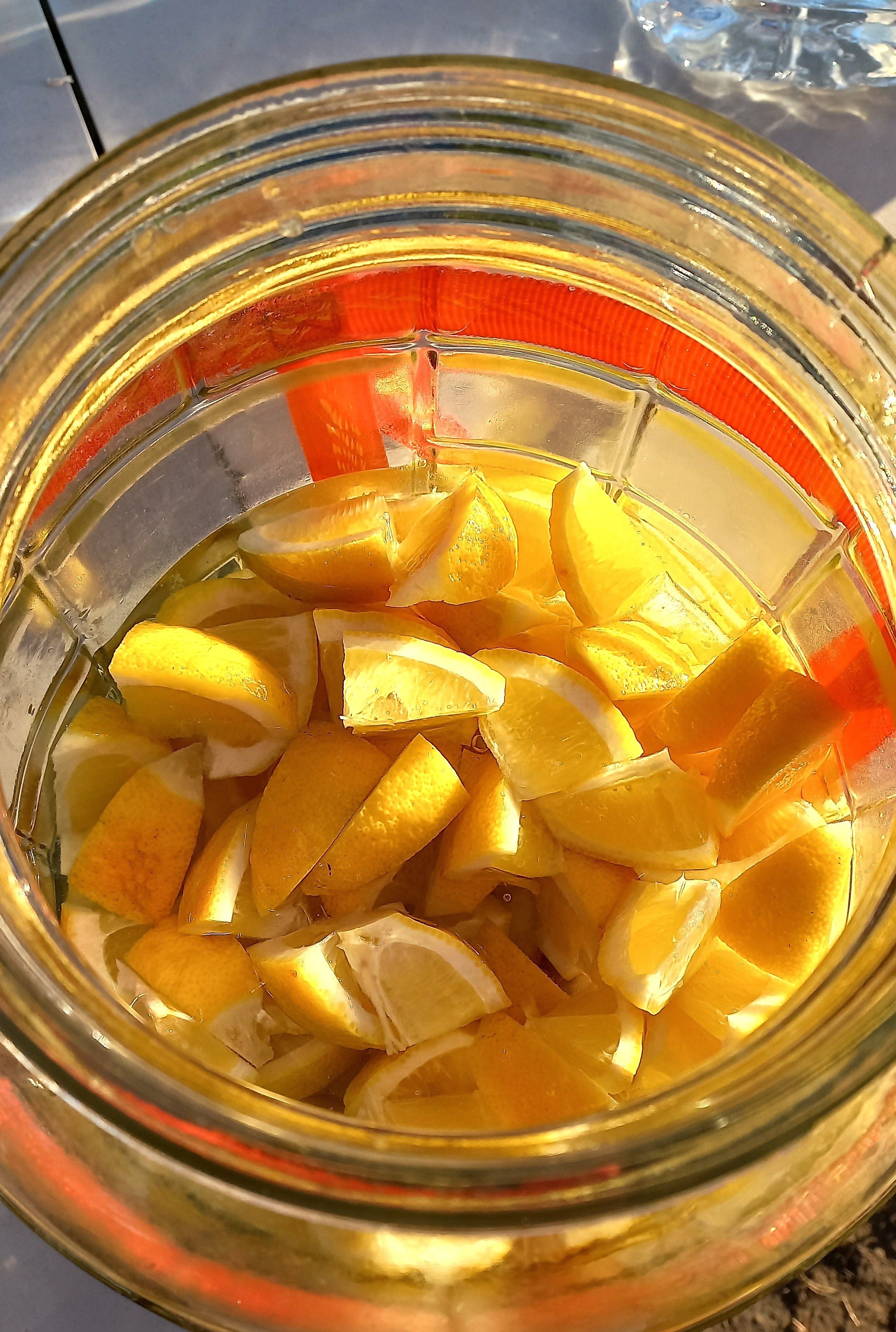
Приготування цитринівки

Цитринівка — українська настоянка горілки на лимоні (старовинна назва — цитрина). Набула поширення з XIX ст. зі збільшення цитрусів на ринках. Найпоширеніша у південних областях, на Закарпатті, Галичині, а також Київщині. Має свої аналоги в Австрії, Балканських країнах, Франції та Італії.

## Приготування

### Складники
- лимон — 10 шт.
- цукор — 1,2 кг
- коріандр — 10 г
- гвоздика — 10 г
- горілка — 1,5 л

### Рецепт
Лимони обдати кип'ятком, розрізати на чотири частини і скласти в 3-літрову банку. За іншим варіантом зрізають перед тим шкірку або настоюють саме на шкірках. Додати гвоздику і коріандр, залити горілкою. Залишити на тиждень настоюватись. З цукру та одного літра води зварити сироп і залити ним проціджений від лимонів настій. Відтак перемішати та ще раз процідити через вату і розлити в пляшки. Цитринівка відразу після приготування буде трохи каламутною. За кілька днів весь осад зникає, виходить ароматний прозорий алкоголь з жовтуватим відтінком.